# Christiania

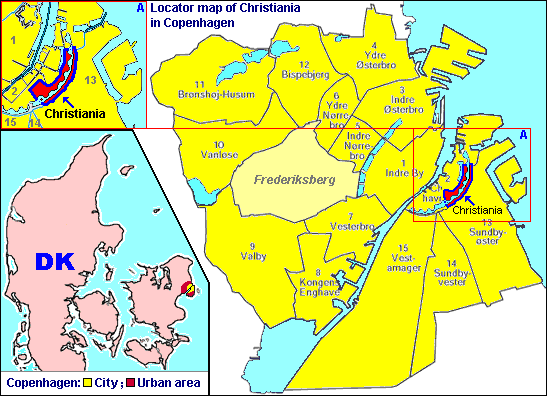
Localizzazione

Christiania, nota anche come Città Libera di Christiania (in danese Fristaden Christiania, o semplicemente Staden), è un quartiere di 7 ettari parzialmente autogovernato della città danese di Copenaghen, che ha conseguito uno status semi-legale come comunità indipendente.

## Ubicazione
Christiania si trova nel centrale distretto di Christianshavn, uno dei quindici in cui si divide Copenaghen. La stazione della metropolitana più vicina è quella di Christianshavn, sulla grande arteria Knippelsbro Torvegade dalla quale si accede alla strada Prinsessegade, che dopo circa cinquanta metri porta all'ingresso principale di Christiania in Pusher Street. Il quartiere è accessibile solo attraverso due ingressi principali, e non è permessa l'entrata degli autoveicoli.
Il territorio, costeggiato dalle vie Prinsessgade e Refshalevej, si trova lungo un canale che dà verso il porto cittadino e dispone, sul corso d'acqua, di tre bastioni: il Vilhelms Bastion, il Sofie Hedevigs Bastion e l'Ulriks Bastion. Vicino a quest'ultimo baluardo si trova l'isolotto di Kanino, possedimento christianita. La parte meridionale, al di là del canale è una striscia di terra separata dal resto della città da un altro rio.

## Storia

Drappo

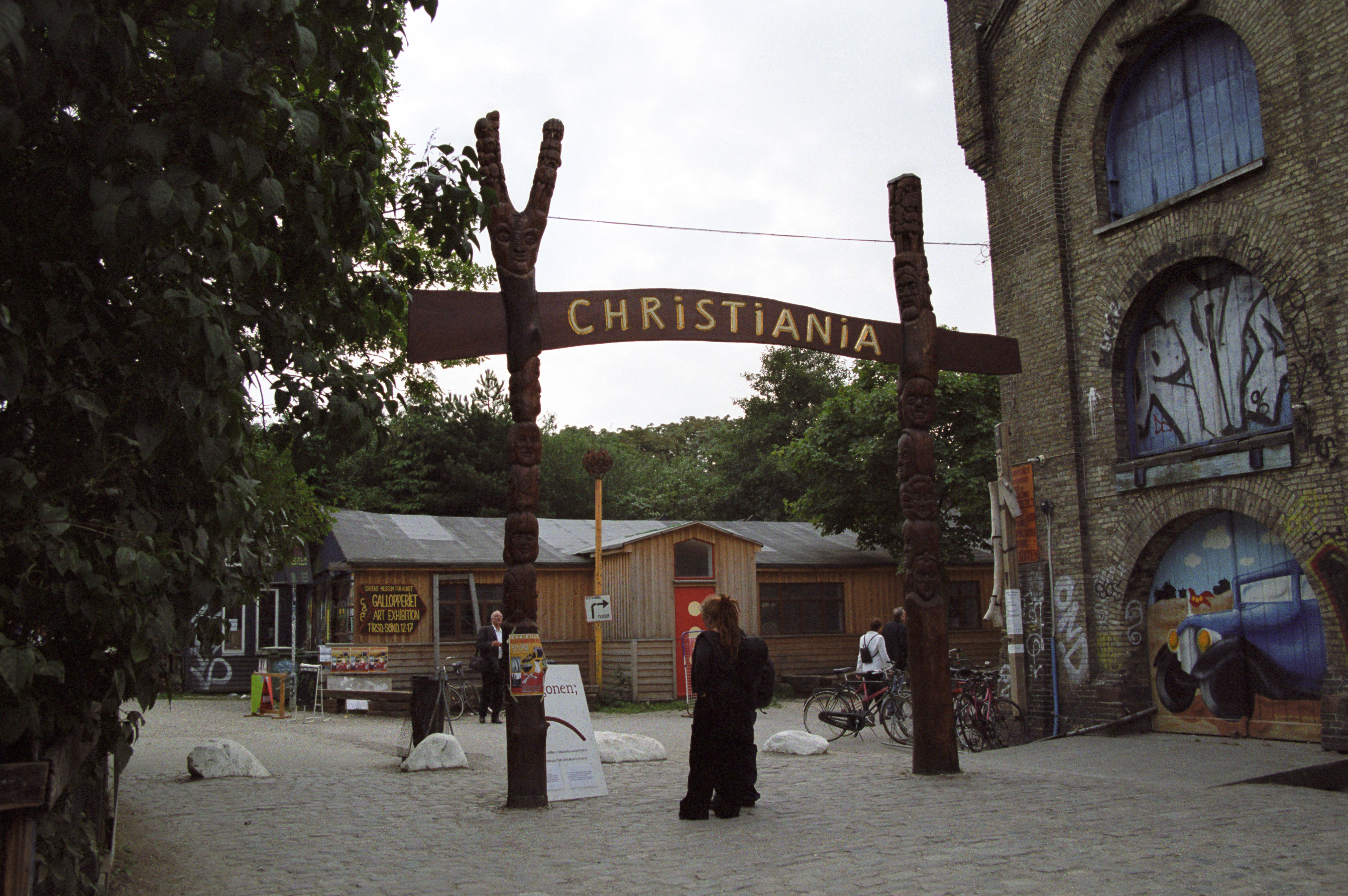
L'ingresso al villaggio

Christiania venne fondata nel 1971, quando un gruppo di hippy occupò una base navale dismessa alle porte della capitale danese, costituita da edifici militari abbandonati. Una delle persone più influenti del gruppo era Jacob Ludvigsen, un provo che pubblicava il giornale anarchico Hovedbladet, che ufficializzò la proclamazione della Città Libera, in danese Fristad. Per anni lo status legale della zona è rimasto in un limbo, mentre il governo danese tentava, senza successo, di espellere gli occupanti.
I residenti del borgo, dopo varie vicissitudini, sono riusciti a raggiungere un accordo con il governo danese per il riconoscimento di Christiania come suolo autogestito. La comunità si è basata per decenni sul principio dell'autodeterminazione e della proprietà collettiva. 
Al suo interno, famosi sono i negozietti d'artigianato, la centralissima pusher street e i servizi per i cittadini, tutti totalmente autogestiti. Il villaggio danese è conosciuto anche per i suoi edifici colorati, per il divieto di circolazione per le automobili e per la mancanza di forze dell'ordine. Esperimento sociale unico al mondo e attrazione turistica, utopia vivente basata sui principi del rispetto e del libero arbitrio, ovvero sull'ideologia dell'anarco-pacifismo. I kan ikke slå os ihjel (Non potete ucciderci) è l’inno locale.

## Attività
Più di cinquanta collettivi diversi esercitano attività artigianali, culturali, teatrali ecc. Christiania ha il suo asilo, la panetteria, la sauna, la fabbrica di biciclette, la tipografia, la radio libera, laboratori di restauro, il cinema, bar, ristoranti, luoghi di spettacolo.
Rinomata per la sua via principale, la pusher street, dove l'hashish viene venduto in piccoli chioschi. Christiania ha comunque delle regole che vietano le droghe pesanti. Essa è finalmente riuscita, nel maggio del 2011, ad acquistare il proprio territorio dal governo danese e ora i suoi membri dispongono di maggiore libertà esecutiva.

## Prospettive future
Gli abitanti contrattaccano con l'umorismo o la perseveranza - ad esempio, quando nel 2002 le autorità chiesero che il commercio di hashish venisse reso meno visibile, le bancarelle vennero coperte con dei teli mimetici. Il 4 gennaio 2004, i banchetti vennero demoliti dagli stessi proprietari (senza per questo cessare il commercio della sostanza, che prosegue su base personale) come un modo per persuadere il governo a permettere che Christiania continui ad esistere.
Il 1º gennaio 2006 la cittadella ha perduto il suo statuto speciale di comunità alternativa. Il 19 maggio 2007, a 36 anni dalla sua nascita, la polizia ha distrutto uno dei primi edifici, fatto che ha scatenato un vivo conflitto con le forze dell'ordine.
Il 22 giugno 2011, a quarant'anni dalla fondazione, è stato raggiunto un compromesso con i circa mille residenti. Il modello elaborato dal Ministero della Difesa di Copenaghen prevede infatti il diritto di usufrutto sul quartiere occupato e autogestito (35 ettari), a condizione che gli abitanti acquistino attraverso un fondo l'intero complesso residenziale per 76,2 milioni di corone danesi, l'equivalente di circa 10,2 milioni di euro.

## Galleria d'immagini

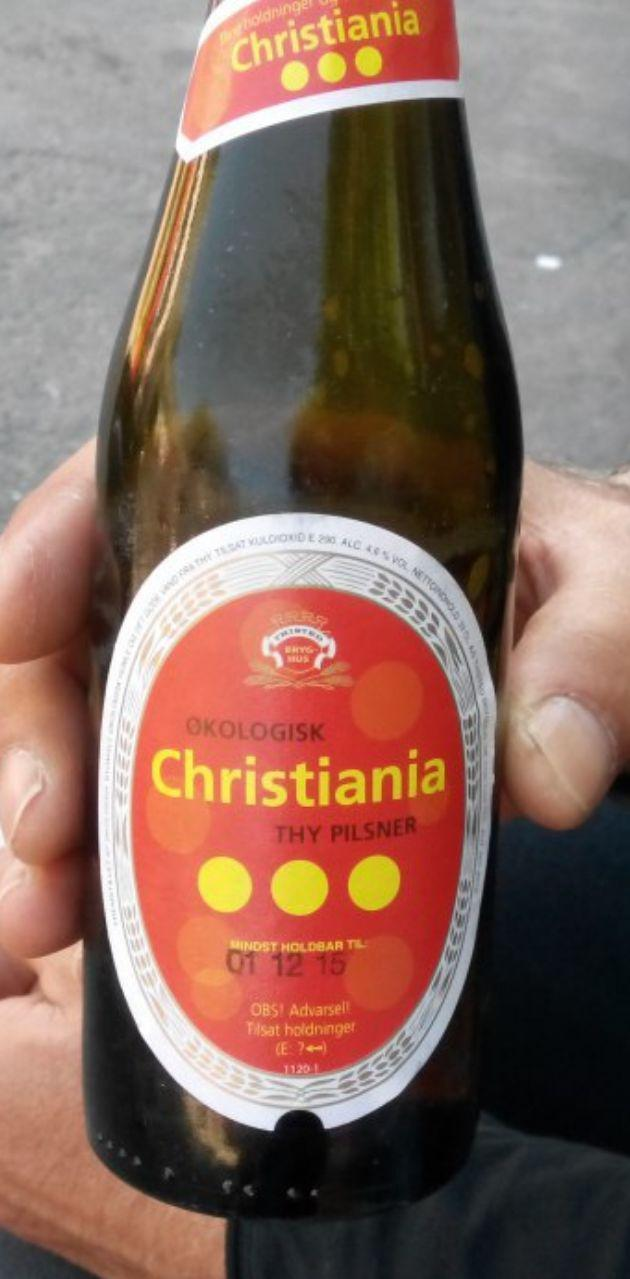
Birra locale
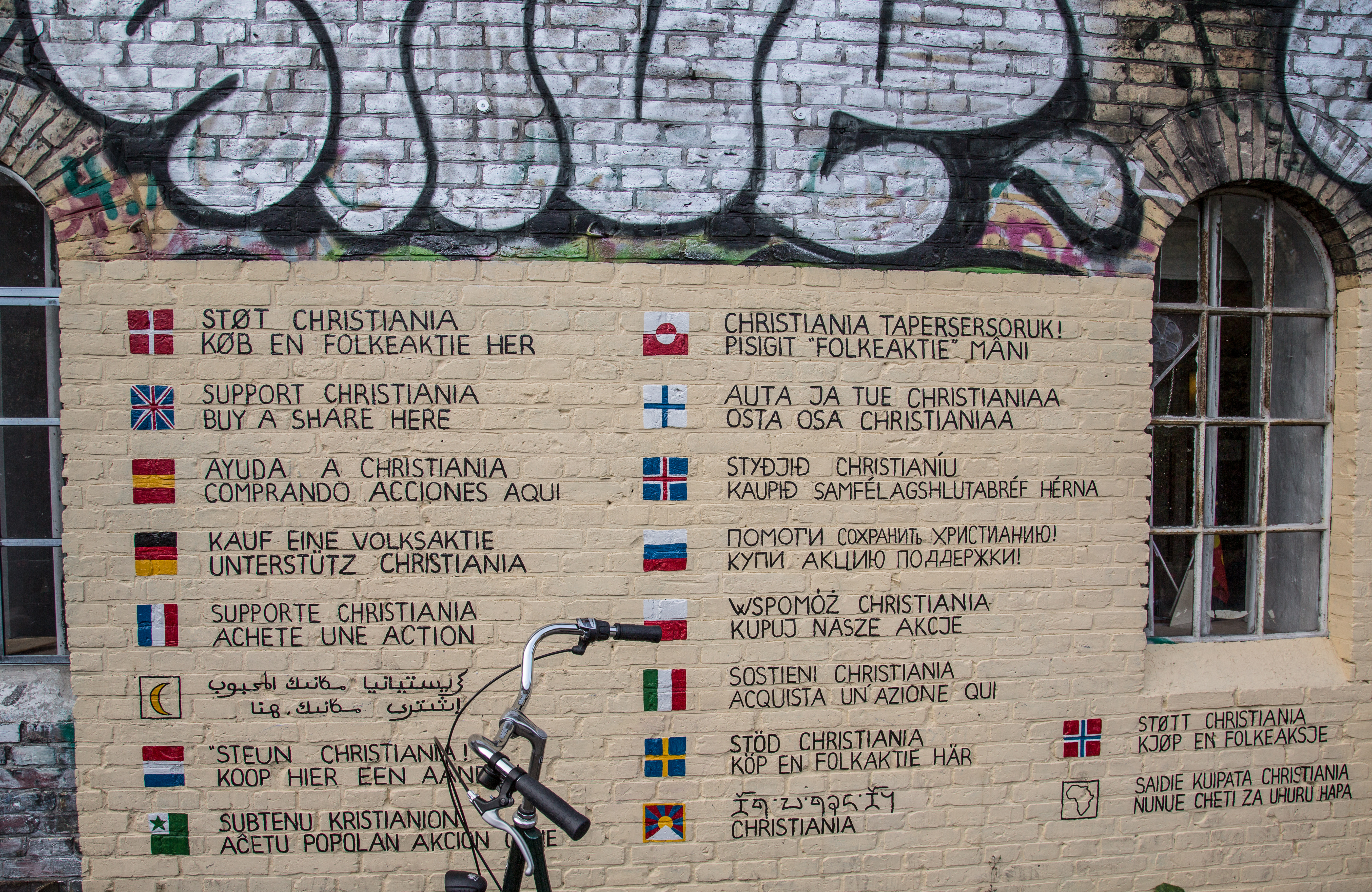
Sportello per acquistare azioni della fondo immobiliare
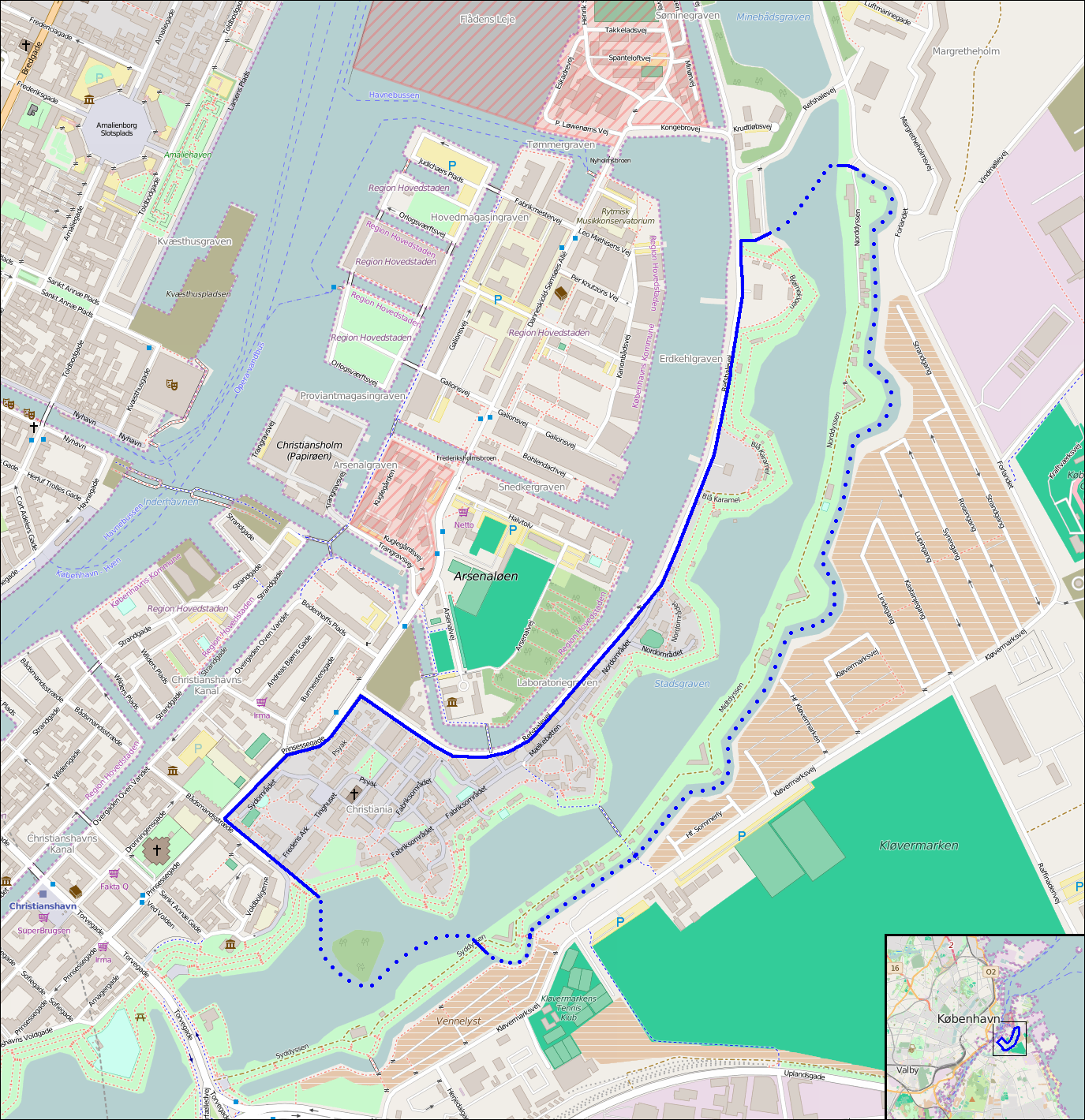
Mappa del quartiere
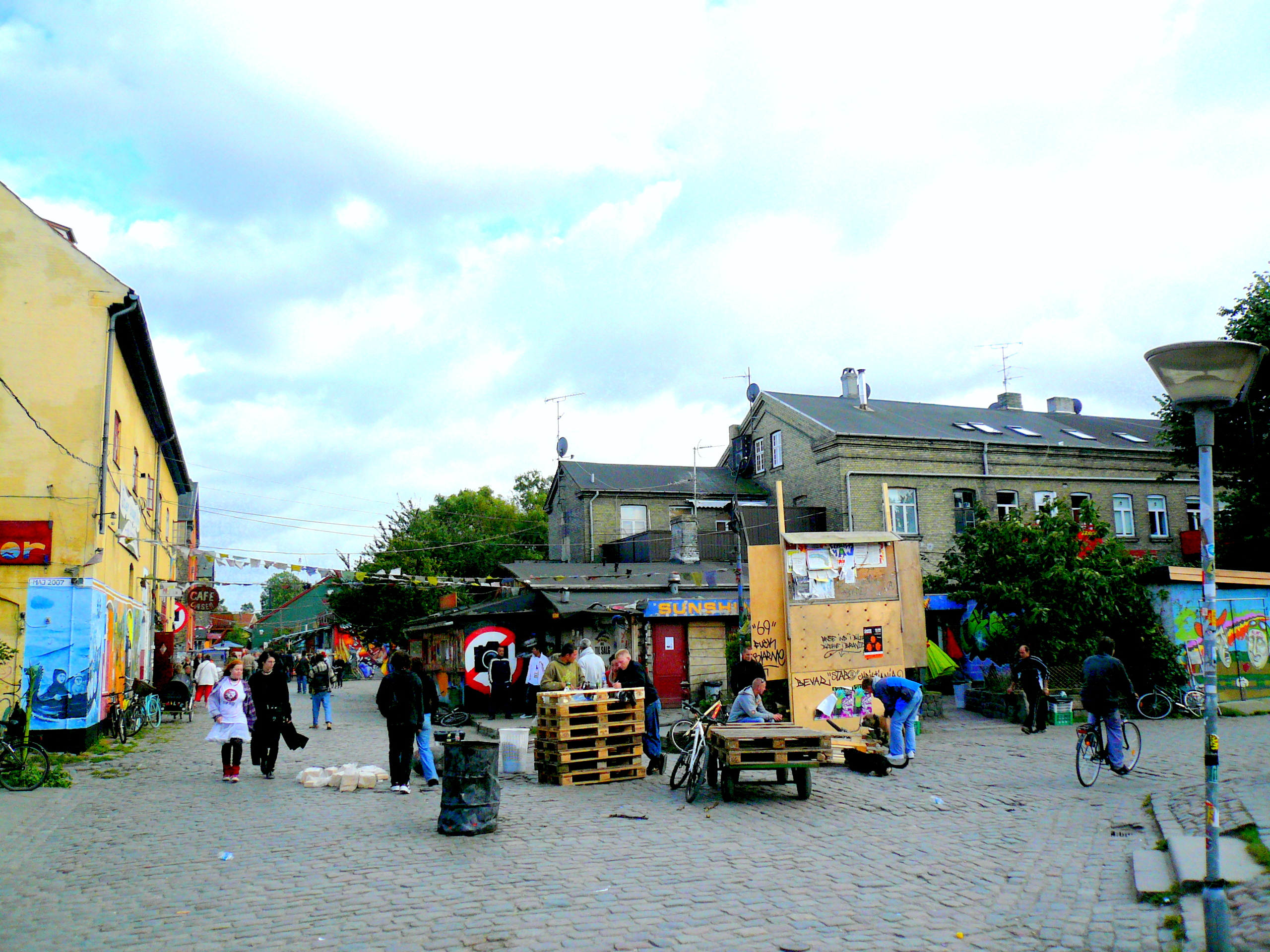
Pusherstreet
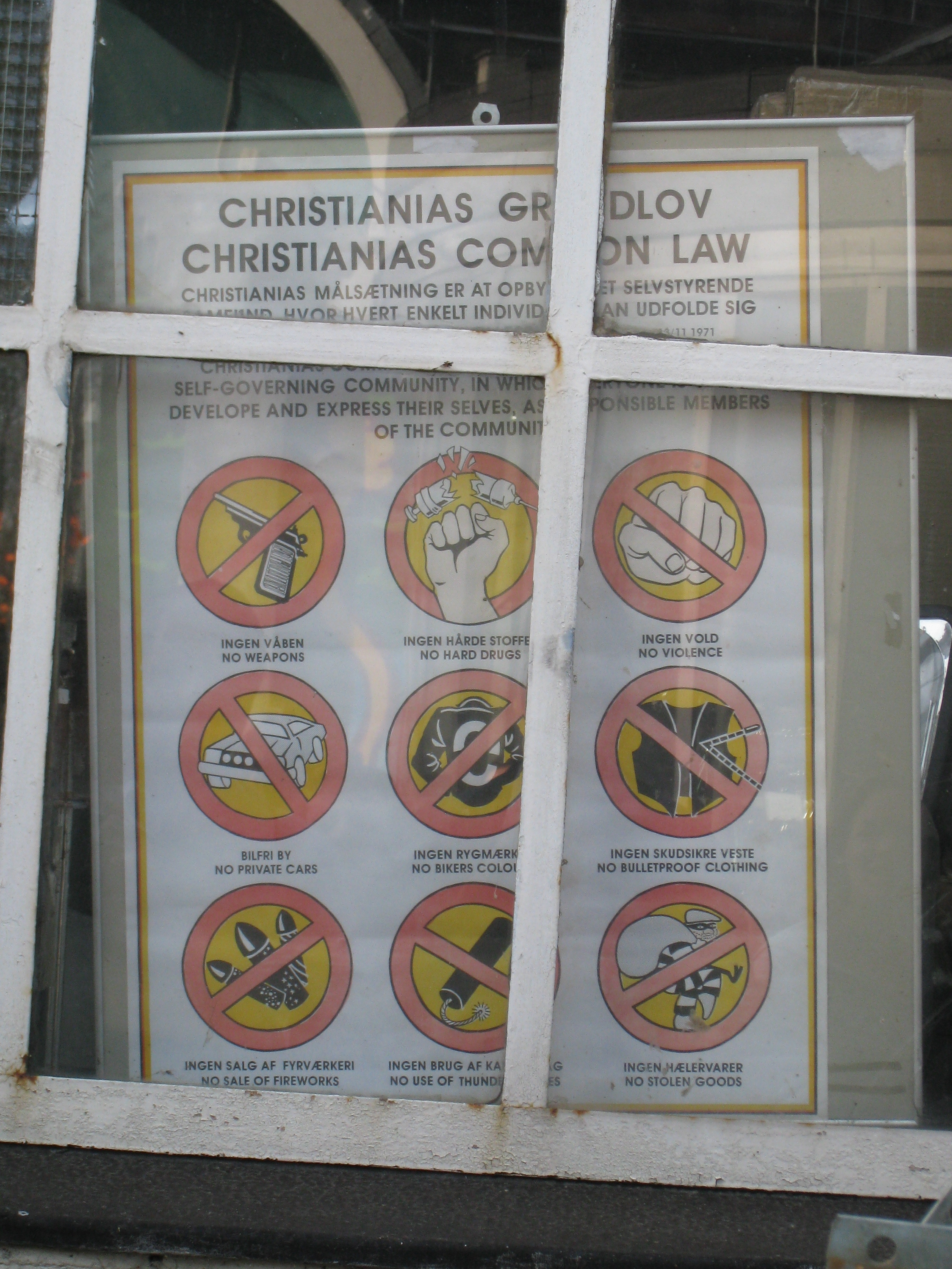
Le regole di Christiania
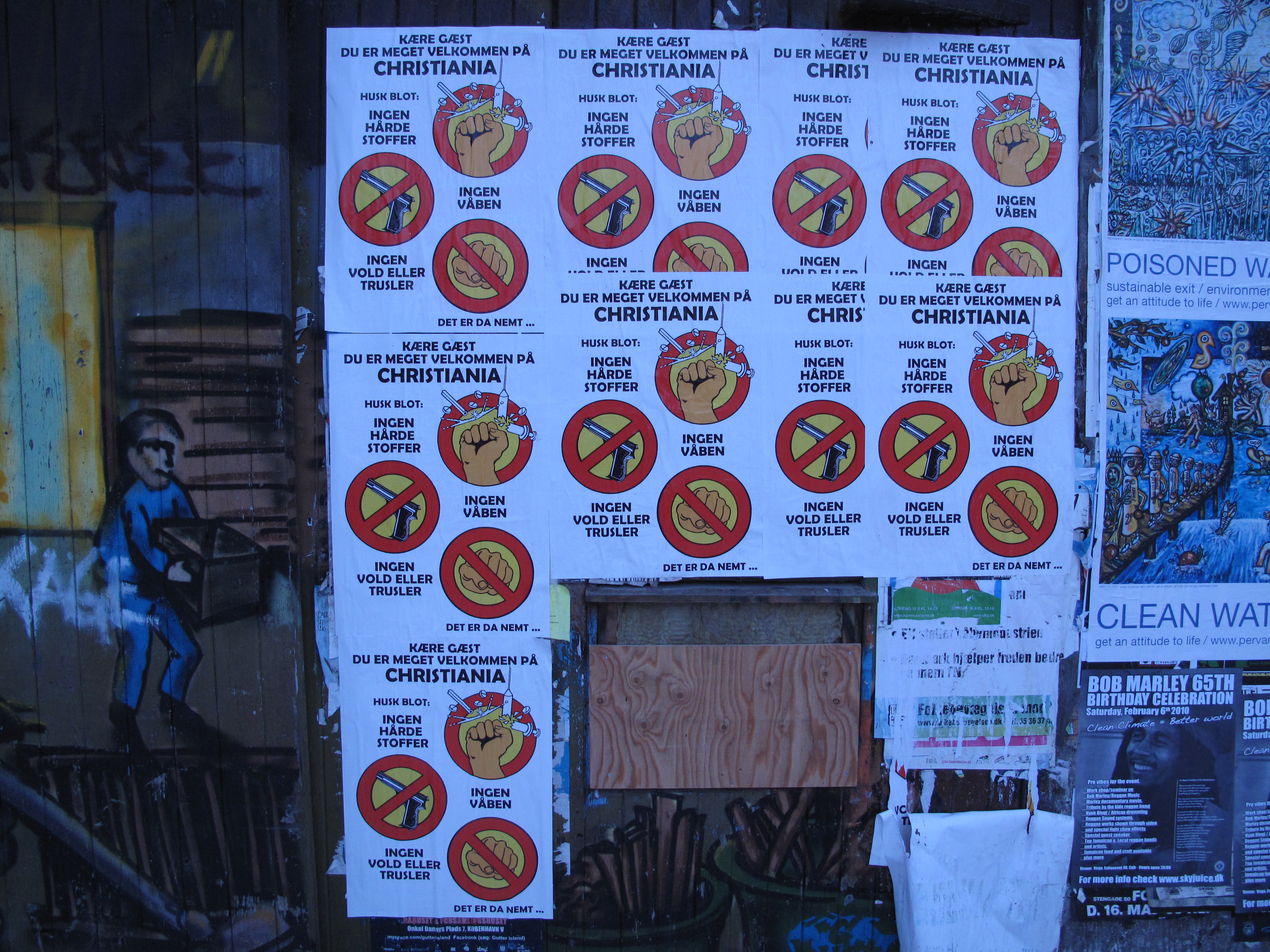
Altre regole di Christiania
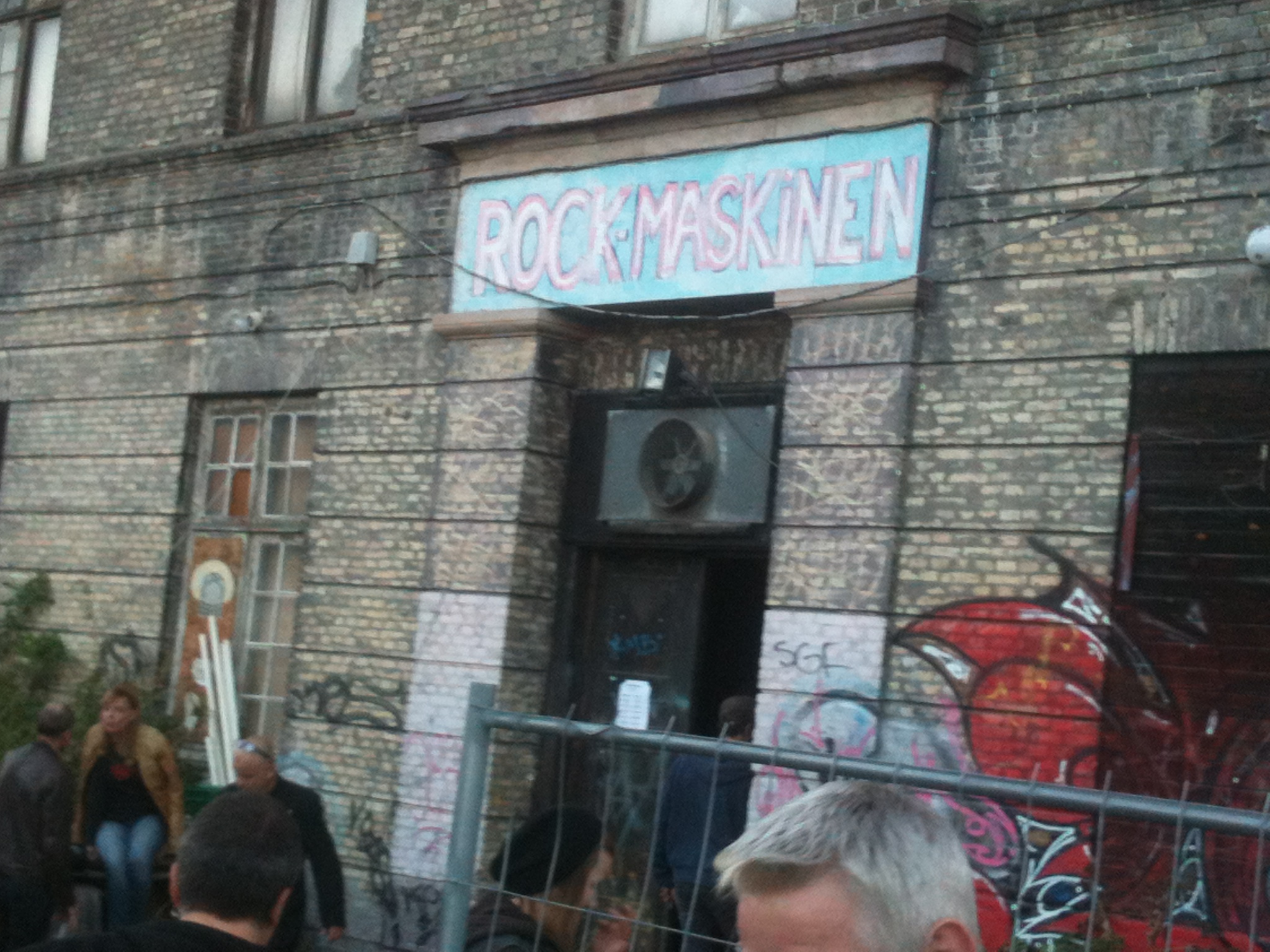
Rockmaskinen
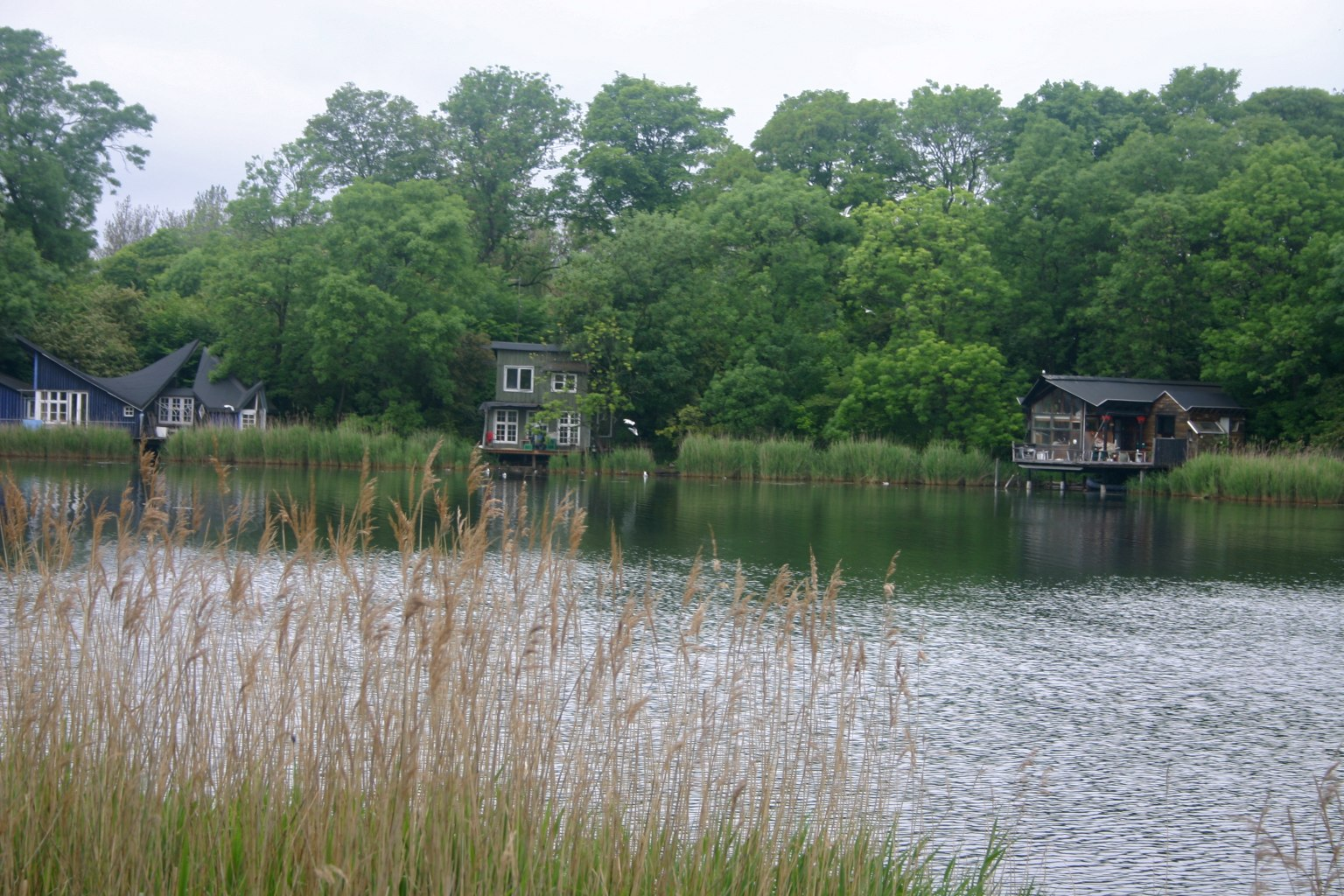
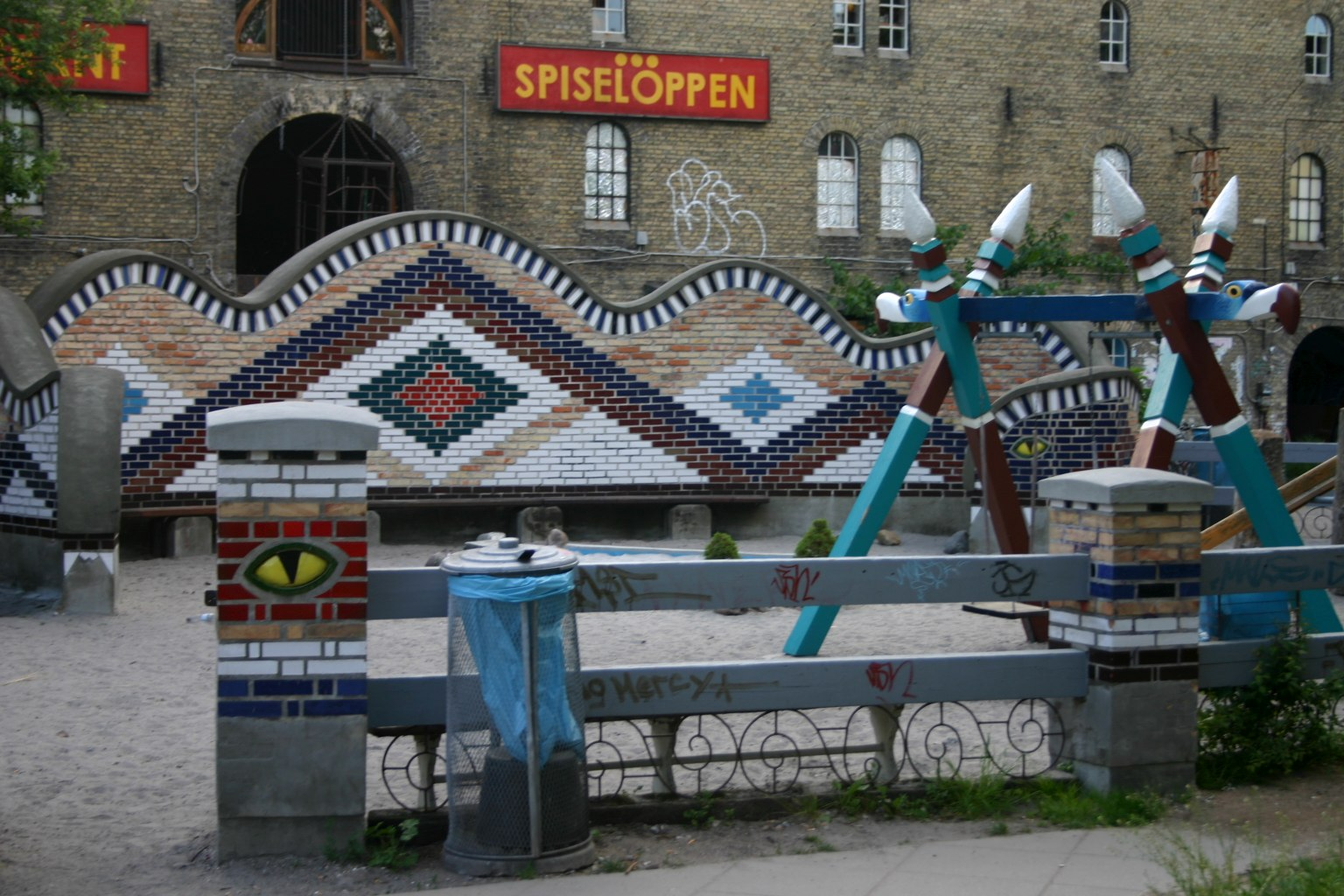
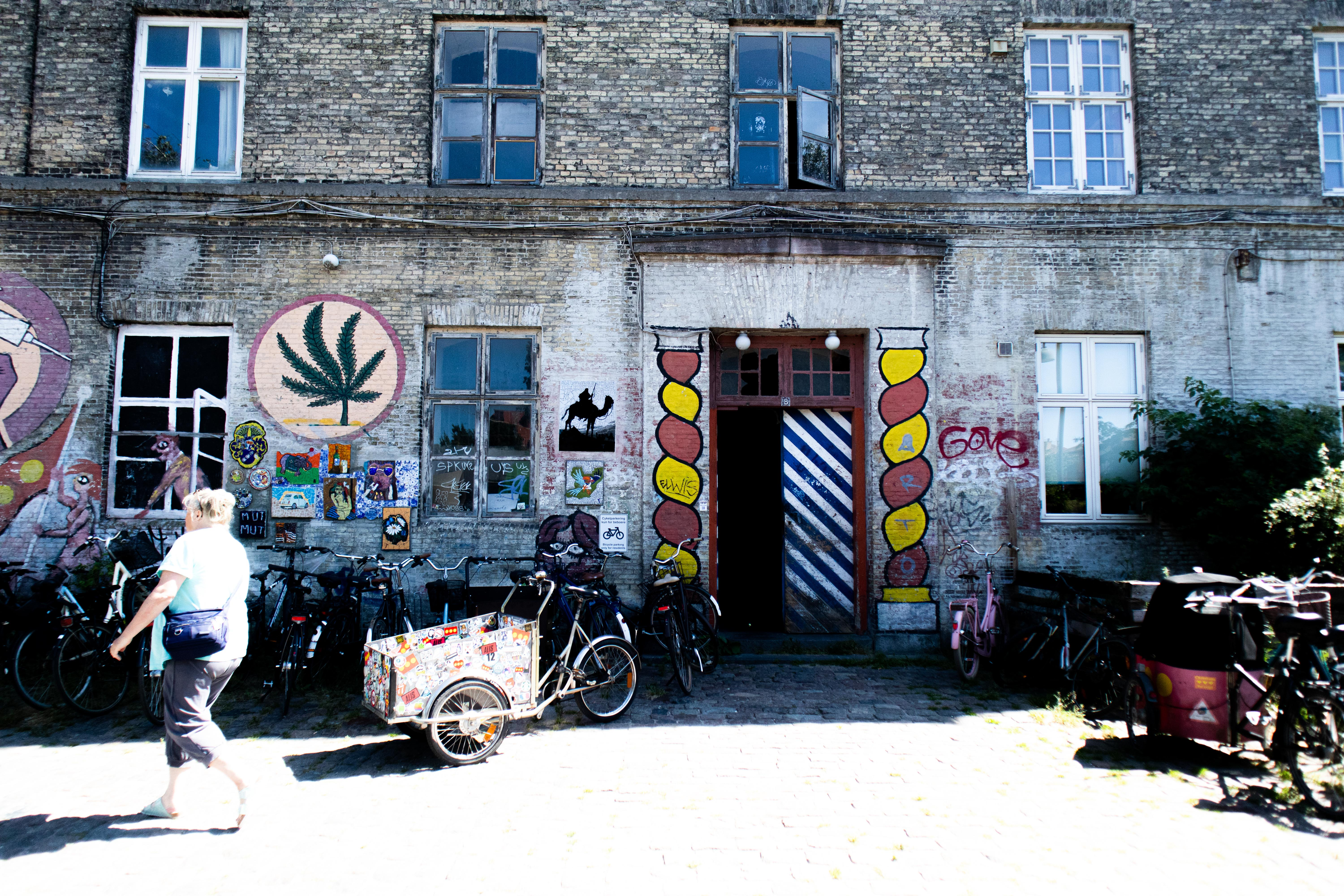
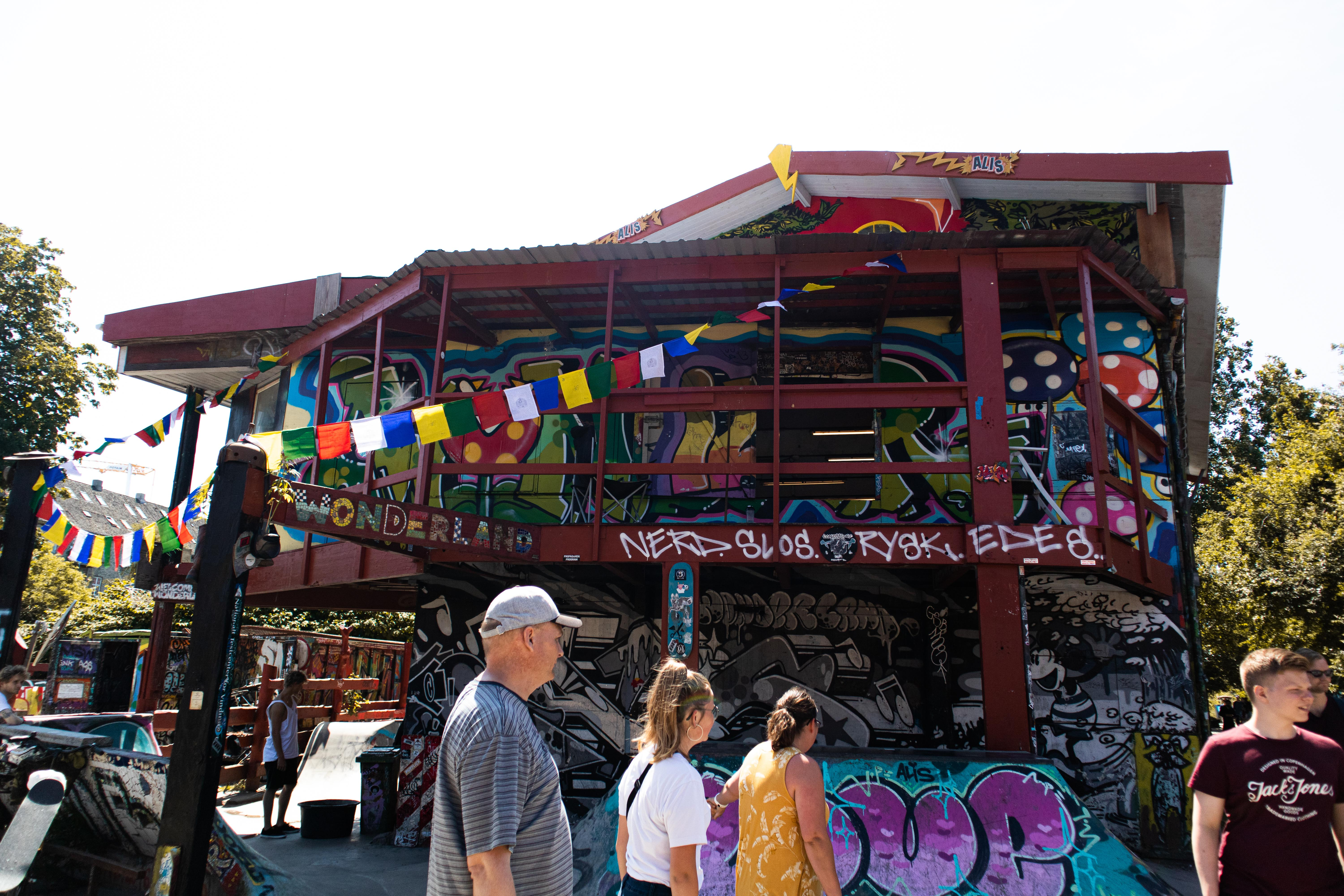
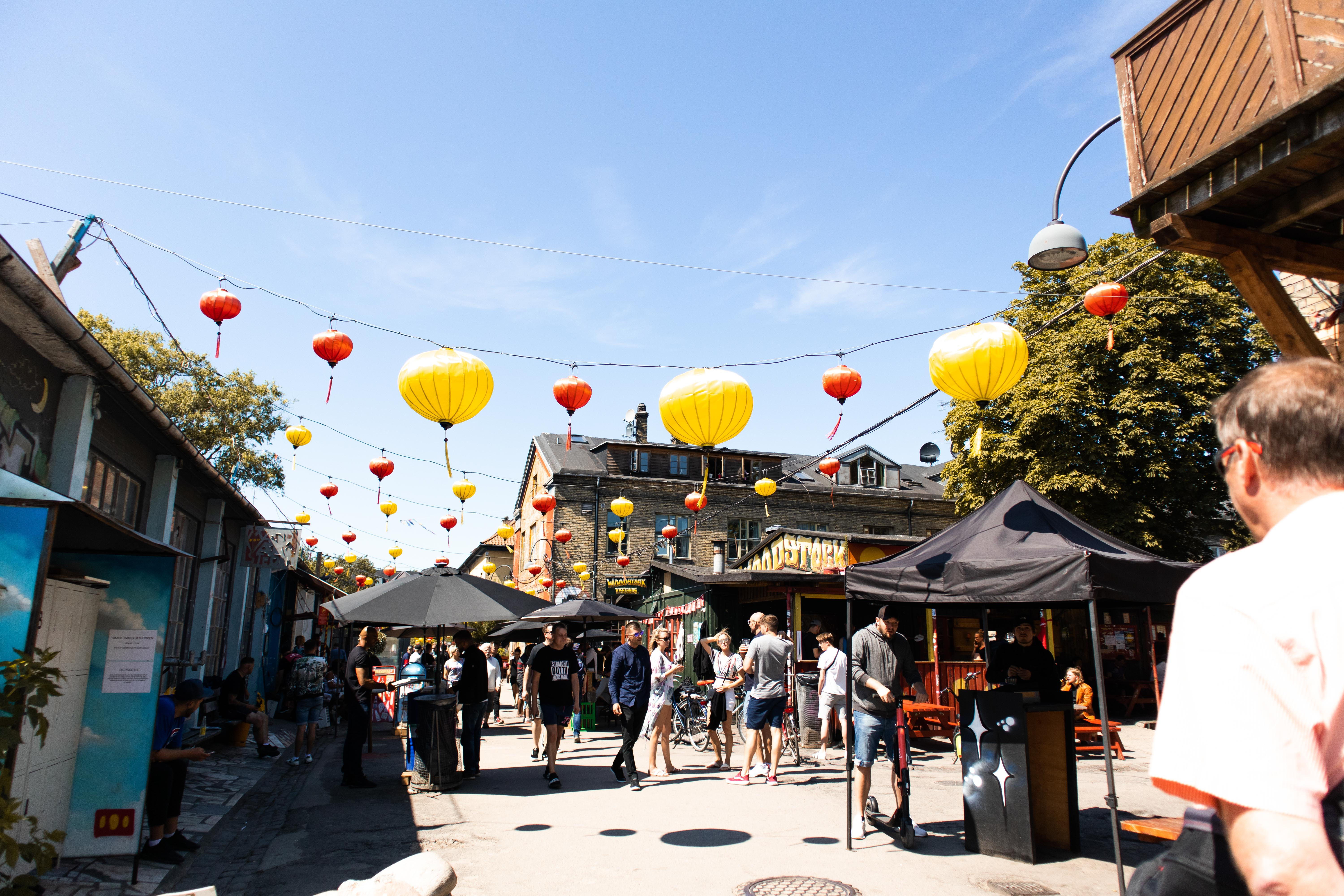
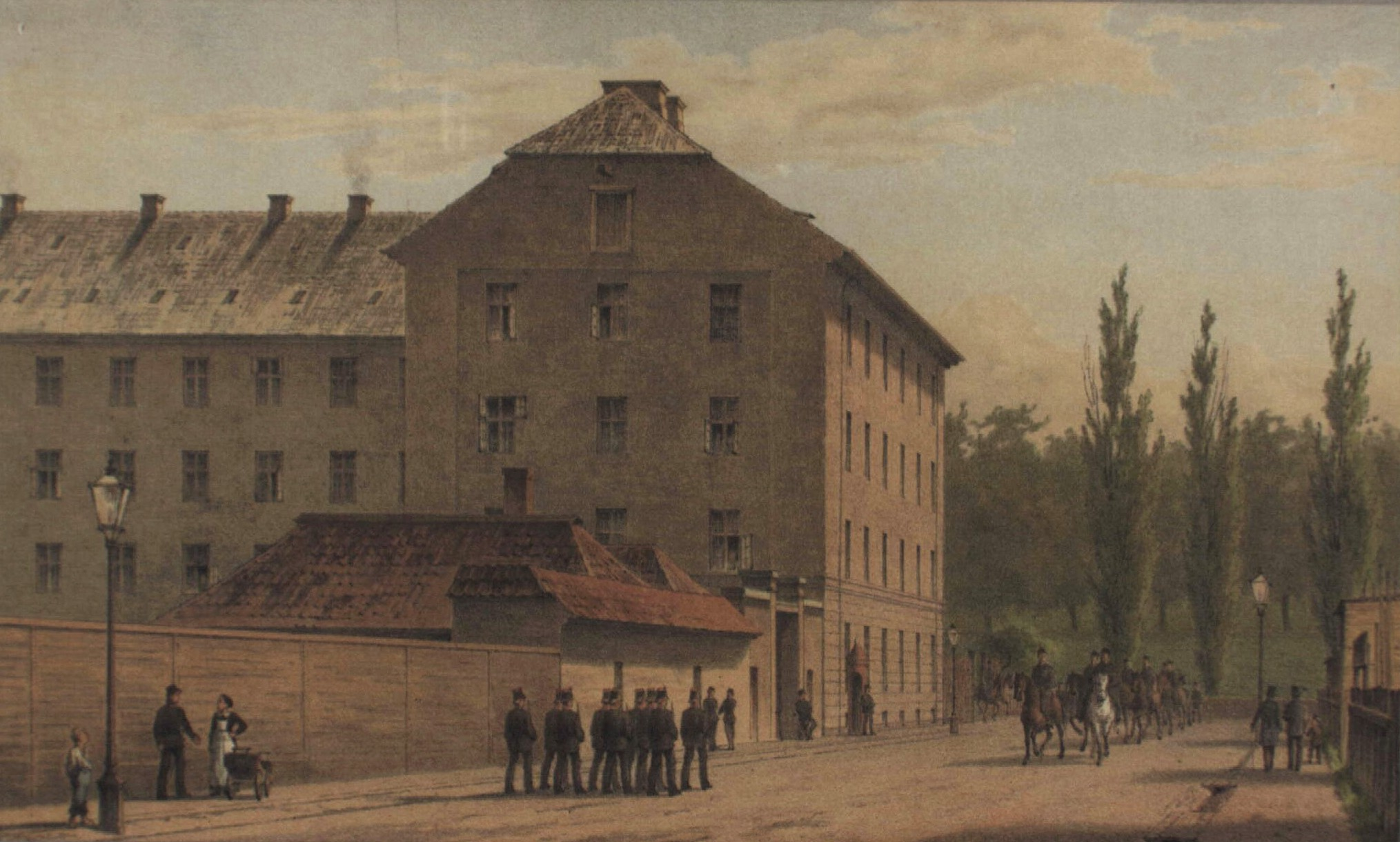
La caserma militare, l'edificio che oggi rappresenta Christiania
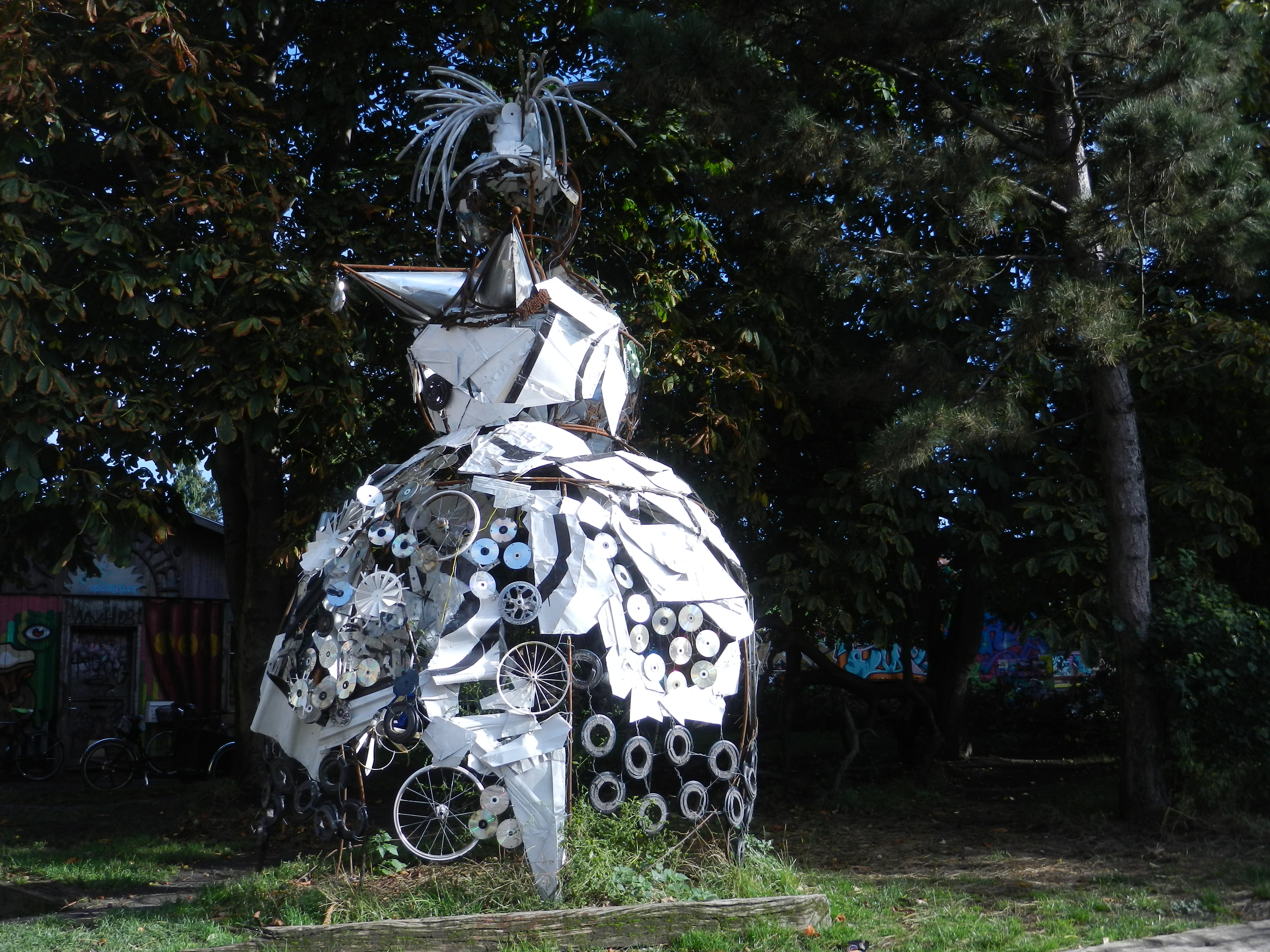
Opera delirante
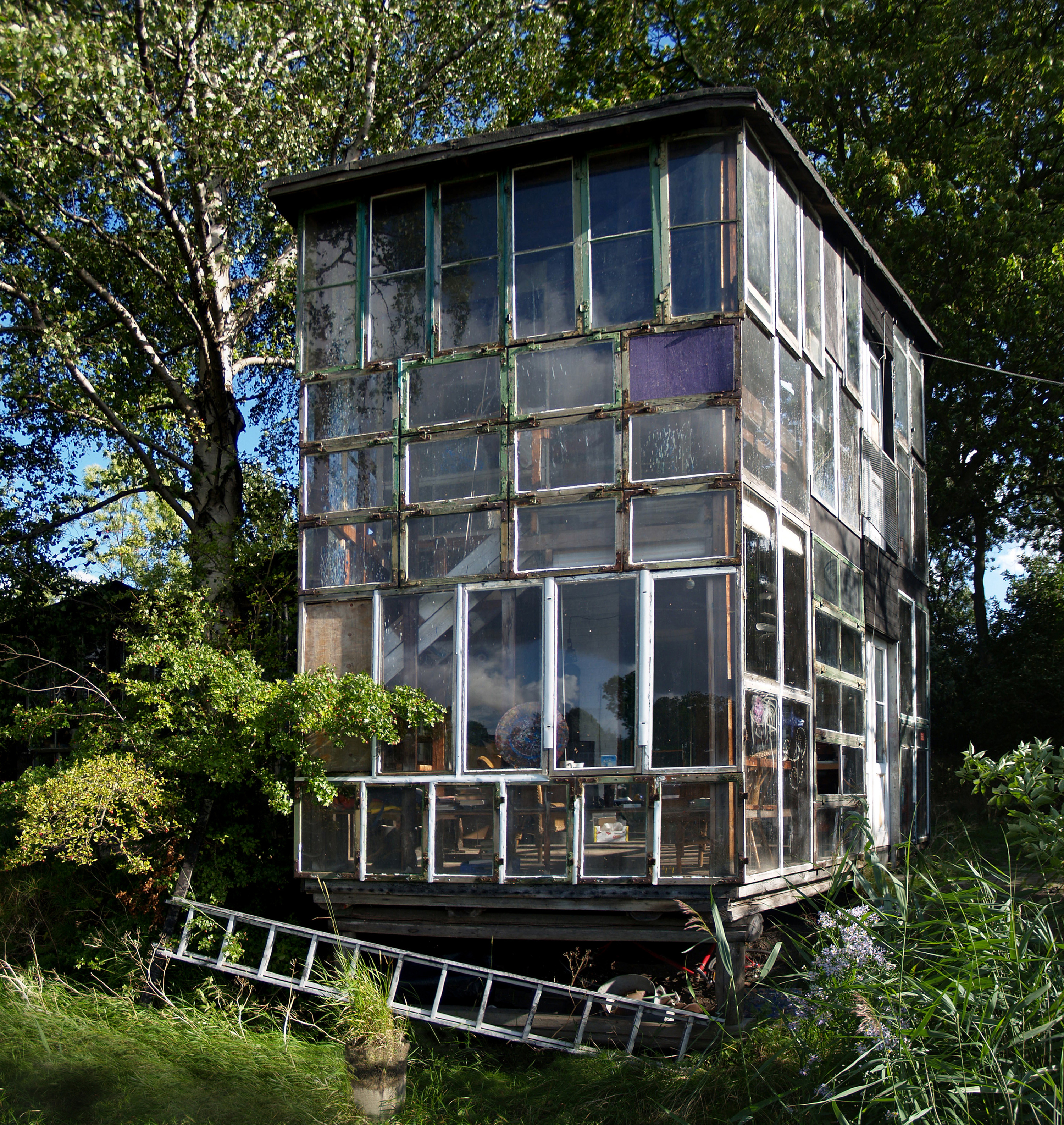
La casa dei vetri
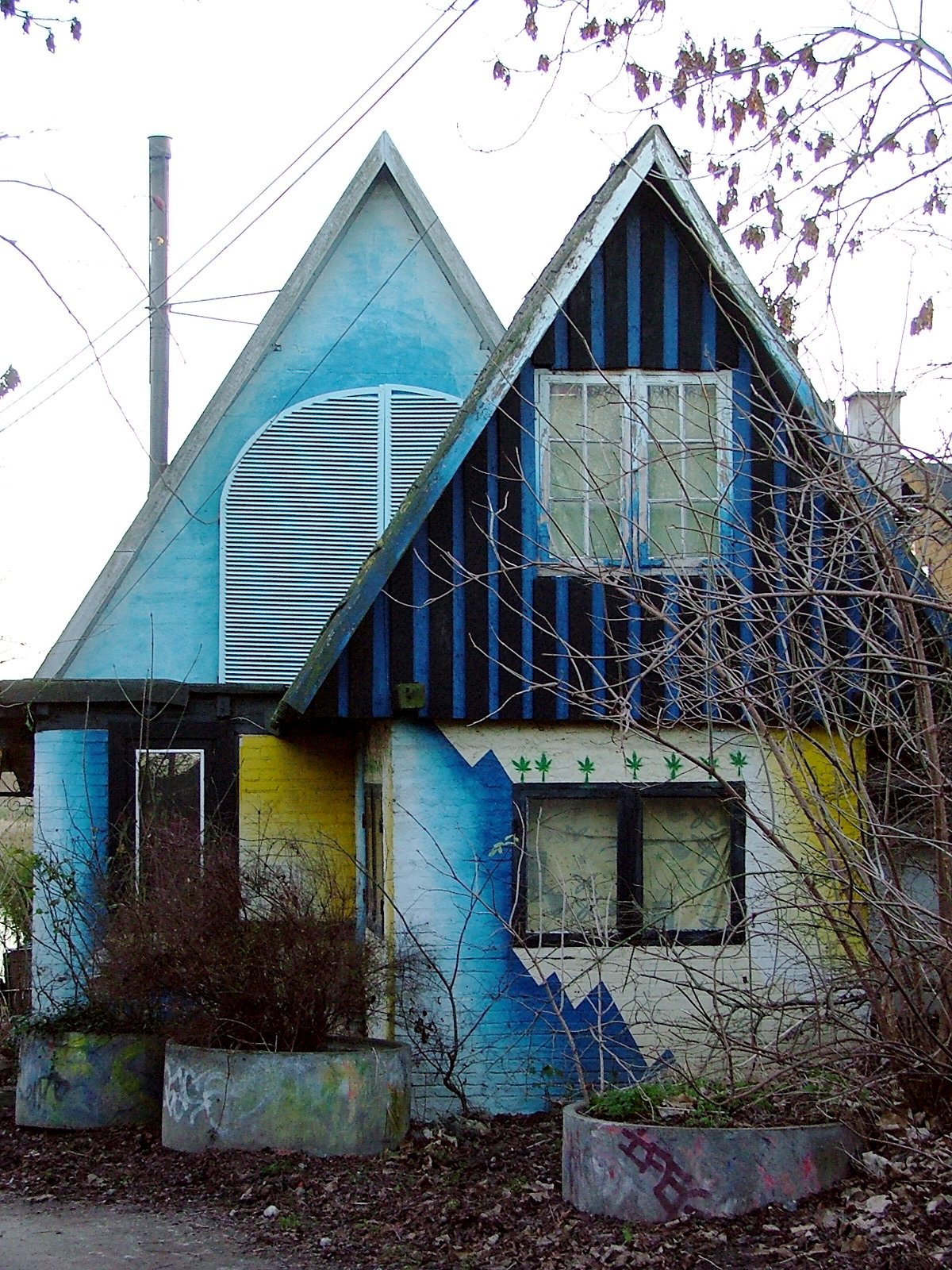
La casa blu
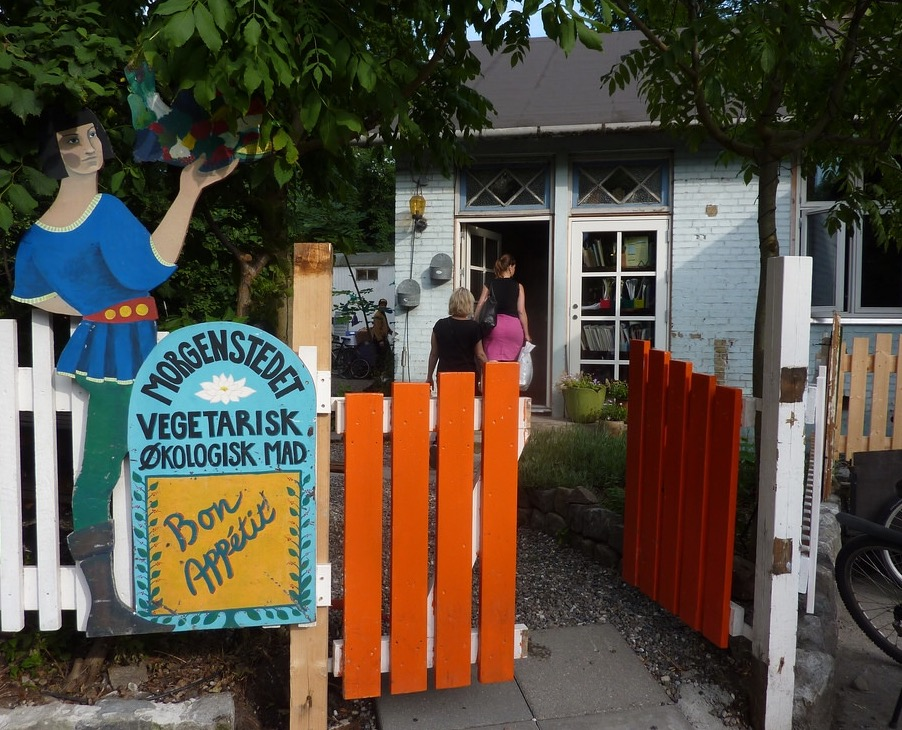
Morgenstedet, l'unico ristorante vegano a Christiania